# Чак-Ток-Ичак I
Чак-Ток-Ичак І (дословно Великая Облачная Лапа) (? — ок. 292 года) — девятый правитель древнего майяского царства Мутуль со столицей в Тикале.

## Биография
Чак-Ток-Ичак І взошёл на престол после череды из семи неизвестных царей, правивших Тикалем в I—III веках нашей эры. Точная дата начала его правления неизвестна.
Умер около 292 года. Чак-Ток-Ичаку І наследовал Кинич-Эб-Шок. После окончания правления Чак-Ток-Ичака Мутульское царство установило отношения с Теотиуаканом, длившиеся несколько столетий.